# Tetragnatha nigricans
Tetragnatha nigricans este o specie de păianjeni din genul Tetragnatha, familia Tetragnathidae, descrisă de Dalmas, 1917. Conform Catalogue of Life specia Tetragnatha nigricans nu are subspecii cunoscute.